# Христинівка (локомотивне депо)
Локомоти́вне депо́ Христинівка (ТЧ-6) — одне з основних локомотивних депо Одеської залізниці. Розташоване на станції Христинівка.

## Історія

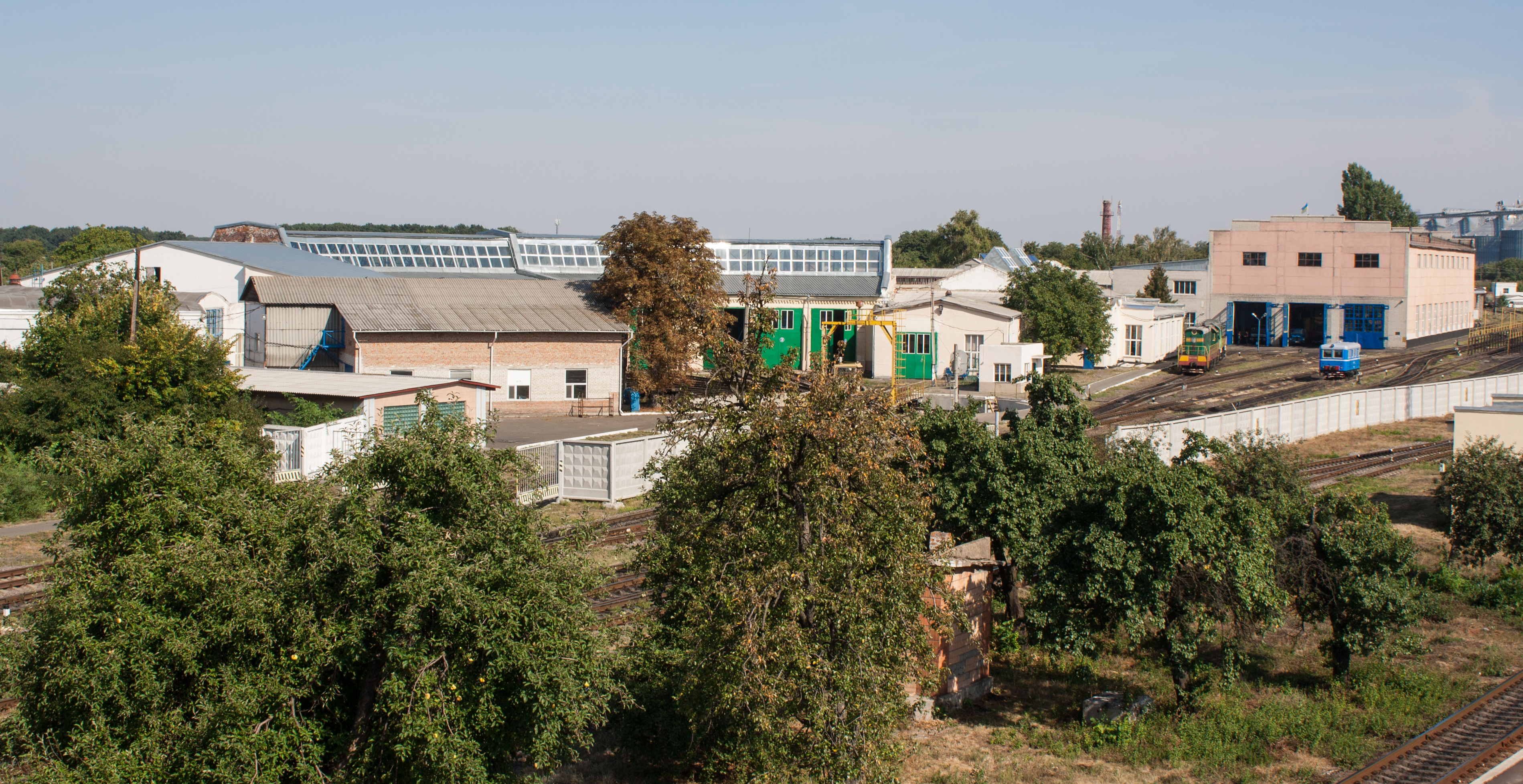

1889 року було затверджено проєкт будіництва паровозного депо на новозбудованій станції Христинівка. 1890 року депо було відкрите. З 1963 року обслуговує тепловози.

## Діяльність
Підприємство обслуговує та ремонтує тепловози ЧМЕ3 та 2ТЕ10 та дизель-поїзди Д1. Локомотивне депо є провідним підприємством з ремонту тепловозів ЧМЕ3 та дизель-поїздів Д1 на усій Одеській залізниці.